# Bastarduna di Calatafimi
Il Bastarduna di Calatafimi è un prodotto ortofrutticolo italiano.
Si tratta del frutto del ficodindia coltivato nel territorio del comune di Calatafimi Segesta ed è inserito nella lista dei prodotti agroalimentari tradizionali italiani (P.A.T) del Ministero delle politiche agricole alimentari e forestali (Mipaaf)

## Caratteristiche
A frutto giallo, ha la particolarità che matura a cavallo del mese di novembre.
Nel periodo intorno al 13 giugno viene effettuata la scorsonatura che consiste nell'asportare i fiori dalla pianta, per permettere una nuova fioritura in autunno.